# District de Liberec
Le district de Liberec (en tchèque : okres Liberec) est un des quatre districts de la région de Liberec, en Tchéquie. Son chef-lieu est la ville de Liberec.

## Liste des communes
Le district compte 59 communes, dont 11 ont le statut de ville (město, en gras) et 1 celui de bourg (městys, en italique) :
- Bílá
- Bílý Kostel nad Nisou
- Bílý Potok
- Bulovka
- Černousy
- Český Dub
- Cetenov
- Chotyně
- Chrastava
- Čtveřín
- Dětřichov
- Dlouhý Most
- Dolní Řasnice
- Frýdlant
- Habartice
- Hejnice
- Heřmanice
- Hlavice
- Hodkovice nad Mohelkou
- Horní Řasnice
- Hrádek nad Nisou
- Jablonné v Podještědí
- Janovice v Podještědí
- Janův Důl
- Jeřmanice
- Jindřichovice pod Smrkem
- Kobyly
- Krásný Les
- Křižany
- Kryštofovo Údolí
- Kunratice
- Lázně Libverda
- Lažany
- Liberec
- Mníšek
- Nová Ves
- Nové Město pod Smrkem
- Oldřichov v Hájích
- Osečná
- Paceřice
- Pěnčín
- Pertoltice
- Proseč pod Ještědem
- Příšovice
- Radimovice
- Raspenava
- Rynoltice
- Šimonovice
- Soběslavice
- Stráž nad Nisou
- Světlá pod Ještědem
- Svijanský Újezd
- Svijany
- Sychrov
- Višňová
- Vlastibořice
- Všelibice
- Žďárek
- Zdislava

## Principales communes
Population des dix principales communes du district au 1er janvier 2025 et évolution depuis le 1er janvier 2024 :
| Liberec                | 108 090 | en stagnation   |
| Hrádek nad Nisou       | 8 001   | en augmentation |
| Frýdlant               | 7 379   | en diminution   |
| Chrastava              | 6 315   | en diminution   |
| Nové Město pod Smrkem  | 3 725   | en diminution   |
| Jablonné v Podještědí  | 3 704   | en diminution   |
| Hodkovice nad Mohelkou | 2 994   | en diminution   |
| Raspenava              | 2 833   | en diminution   |
| Český Dub              | 2 882   | en diminution   |
| Hejnice                | 2 751   | en diminution   |